# NSWGR-Klasse AD60
Die Lokomotiven der Klasse AD60 der New South Wales Government Railways (NSWGR) waren Dampflokomotiven der Bauart Garratt. Die Maschinen waren die schwersten Dampflokomotiven der südlichen Hemisphäre und die leistungsfähigsten Australiens.

## Geschichte
Die New South Wales Government Railways waren die letzte Bahngesellschaft in Australien, die Garratt-Lokomotiven beschafft hat. Für schwere Kohle- und Erzzüge auf Nebenstrecken mit leichterem Oberbau bestellte die Bahn Anfang der 1950er Jahre 60 Garratts bei Beyer-Peacock. Steifrahmige Lokomotiven für den gewünschten Anwendungsbereich hätten sechs Kuppelachsen benötigt, was wegen der engen Kurvenradien nicht infrage kam. 
1952, als auf den Hauptstrecken bereits die Umstellung auf Diesellokomotiven im Gange war, wurden die ersten Exemplare geliefert. Dabei ergaben sich Schwierigkeiten im Betrieb und in der Instandhaltung, und der Auftrag wurde auf 50 Lokomotiven reduziert, von denen die letzten 5 unmontiert als Ersatzteile geliefert wurden. Die anfänglichen Probleme wurden jedoch gelöst, und die AD60 konnten sich auf Gleisen, die für die amerikanischen Diesellokomotiven zu schwach waren, noch bis Anfang der 1970er Jahre halten, vor allem im Norden von New South Wales. Nicht selten wurden die Maschinen auch im Vorspannbetrieb eingesetzt.
1969 wurde die Lok Nr. 6042, die größere Instandsetzungsarbeiten benötigt hätte, als praktisch neue Lokomotive aus den vorhandenen Ersatzteilen neu aufgebaut; die Gesamtzahl der gebauten Lokomotiven liegt deshalb eigentlich bei 43.
Vier AD60 sind erhalten geblieben; eine davon, Nr. 6029 ist seit 2015 wieder betriebsfähig.

## Technik und Umbauten

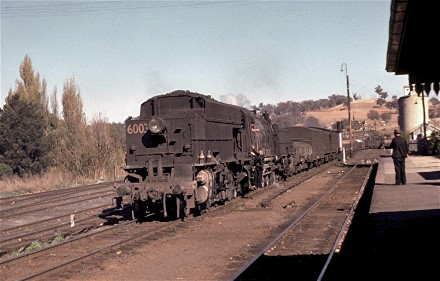
Die „Rückseite“ der AD60 Nr. 6003

Die AD60 hatten die Achsfolge (2'D2)(2'D2'), verfügten also über 2×4 Kuppelachsen und 4 zweiachsige Laufdrehgestelle. Damit war nur die Hälfte der insgesamt 16 Achsen angetrieben.
Konstruktiv waren die AD60 auf dem modernsten Stand. Die Triebgestelle waren auf Stahlgussrahmen aufgebaut, und alle Achsen sowie die Treibzapfen waren mit Rollenlagern ausgestattet. Die Bedienung wurde durch einen Stoker und eine Kraftumsteuerung erleichtert.
Bei 29 Lokomotiven, als AD60++ bezeichnet, wurde die Zugkraft durch einen vergrößerten Zylinderdurchmesser und eine erhöhte Kuppelachslast vergrößert. Diese Lokomotiven erhielten außerdem an der Rückseite des Führerhauses einen zweiten Satz von Bedienelementen, weil die Sicht des Lokführers auf die Signale bei der „Rückwärtsfahrt“ sehr schlecht war und die Umrüstung von der Lokführergewerkschaft gefordert wurde.
Weil es aufgrund der Länge der Lokomotive in Garratt-Bauart kaum möglich war, vom Führerstand aus Knallkapseln zu hören, wurden später spezielle Röhren installiert, die von den vordersten Rädern zum Führerstand führten und den Signalknall übertrugen.

## Vergleich mit anderen Garratts
Die Achsfolge (2'D2)(2'D2') wurde weltweit nur sehr selten verwendet; außer bei der AD60 nur noch bei der meterspurigen Klasse EC3 der Kenya and Uganda Railways (KUR) sowie der fast baugleichen Klasse 58 der East African Railways (EAR). 
Die AD60 waren zwar die schwersten, nicht aber – wie in einigen Publikationen zu lesen – die leistungsfähigsten Dampflokomotiven der südlichen Hemisphäre. Sowohl in der Zugkraft, die sich rechnerisch aus Kesseldruck, Kolbendurchmesser, Kolbenhub und Kuppelraddurchmesser ergibt, als auch in der Rostfläche und damit der Kesselleistung waren ihr einige Garratt-Baureihen in Afrika und Südamerika überlegen, denen eine höhere Achslast zur Verfügung stand. Als größte Garratt der südlichen Hemisphäre gilt die EAR-Klasse 59; die höchste Zugkraft brachte die Klasse GL der South African Railways (SAR) auf.

## Galerie

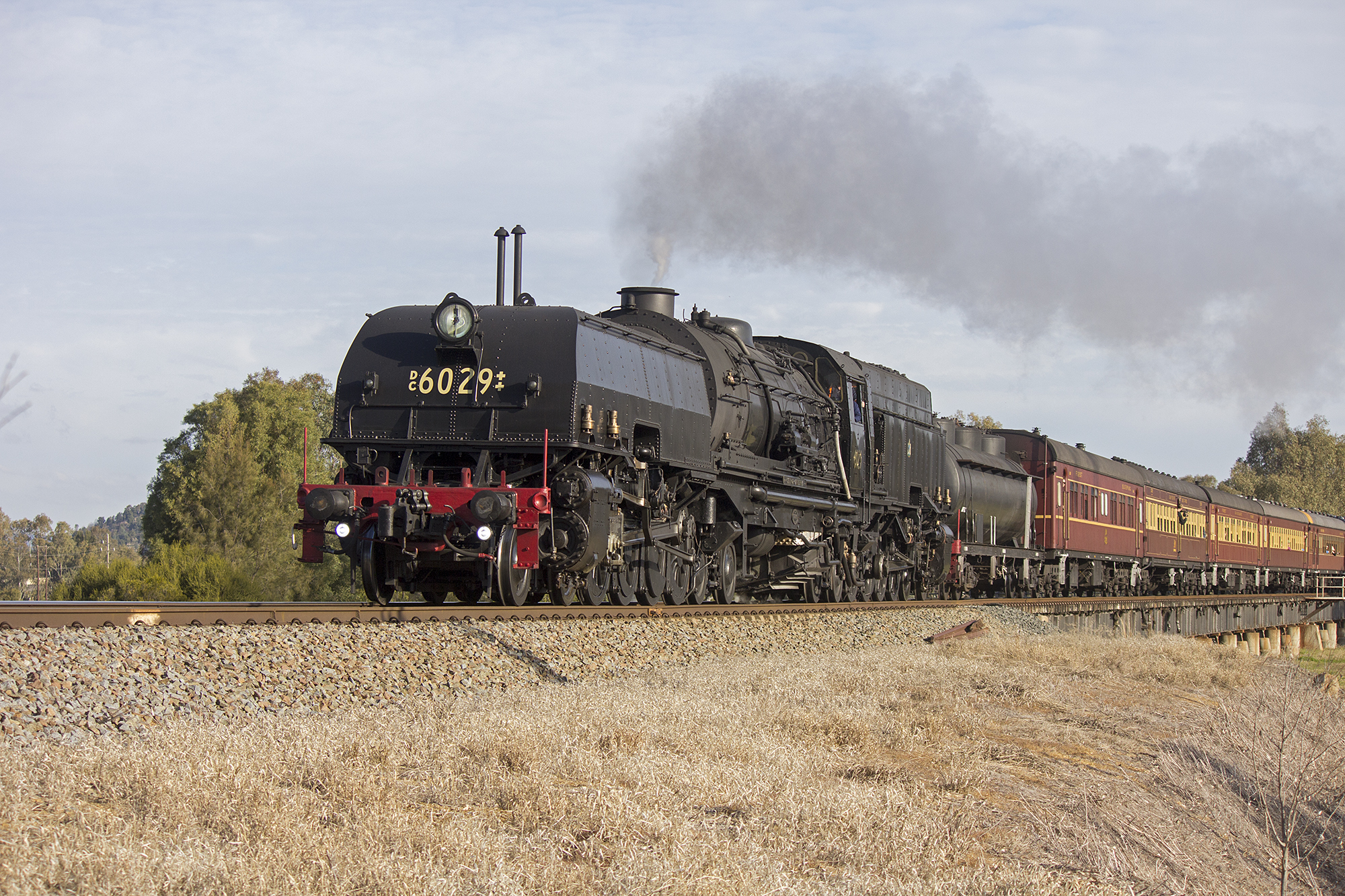
Nr. 6029 von vorne
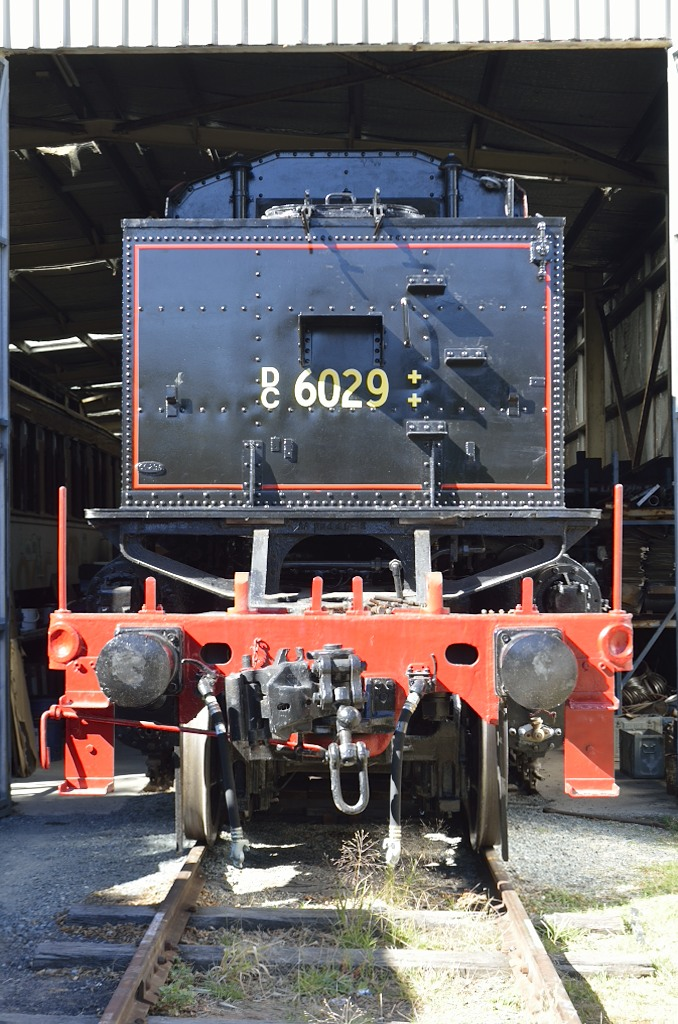
… und von hinten
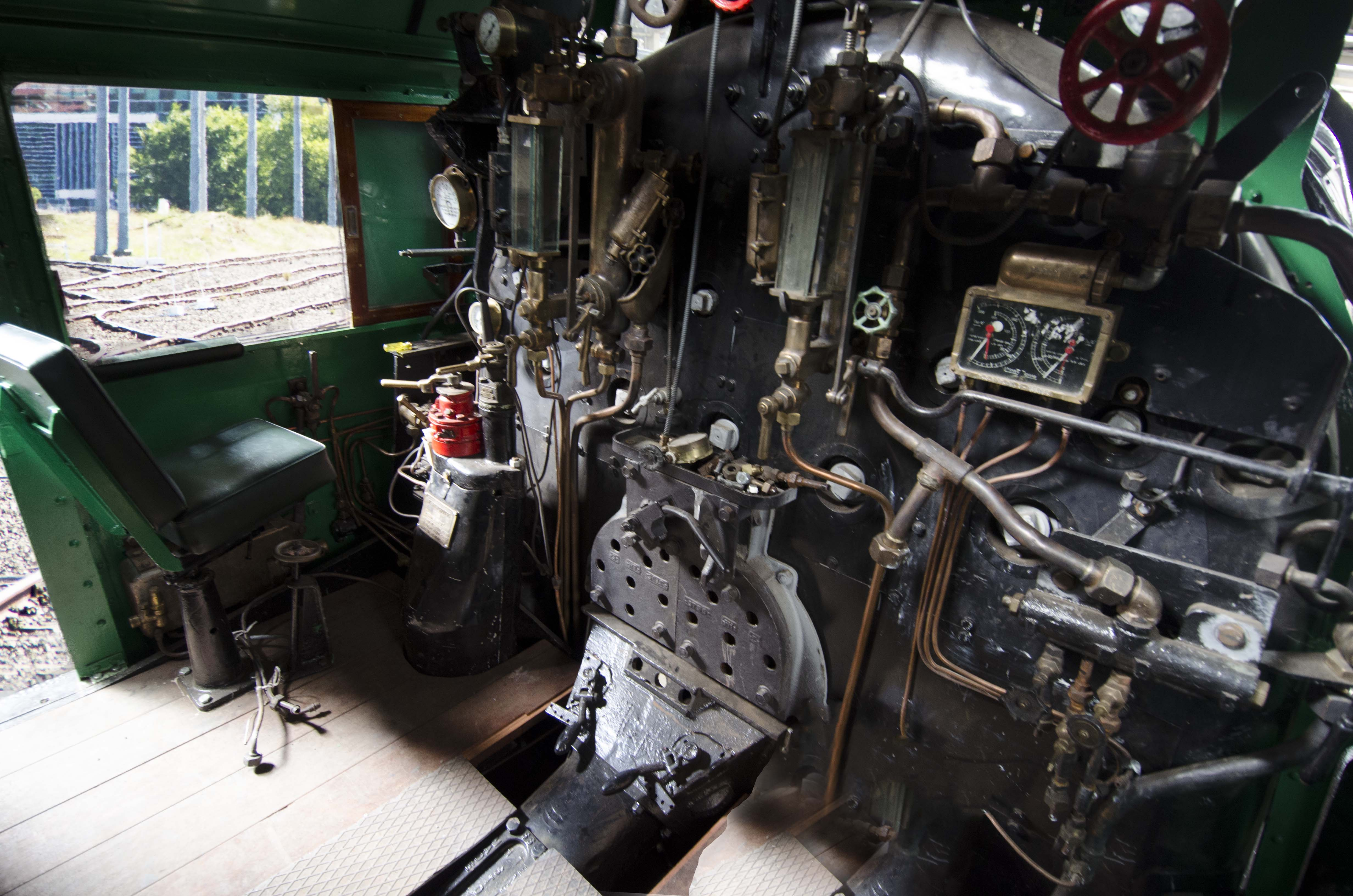
Führerhaus
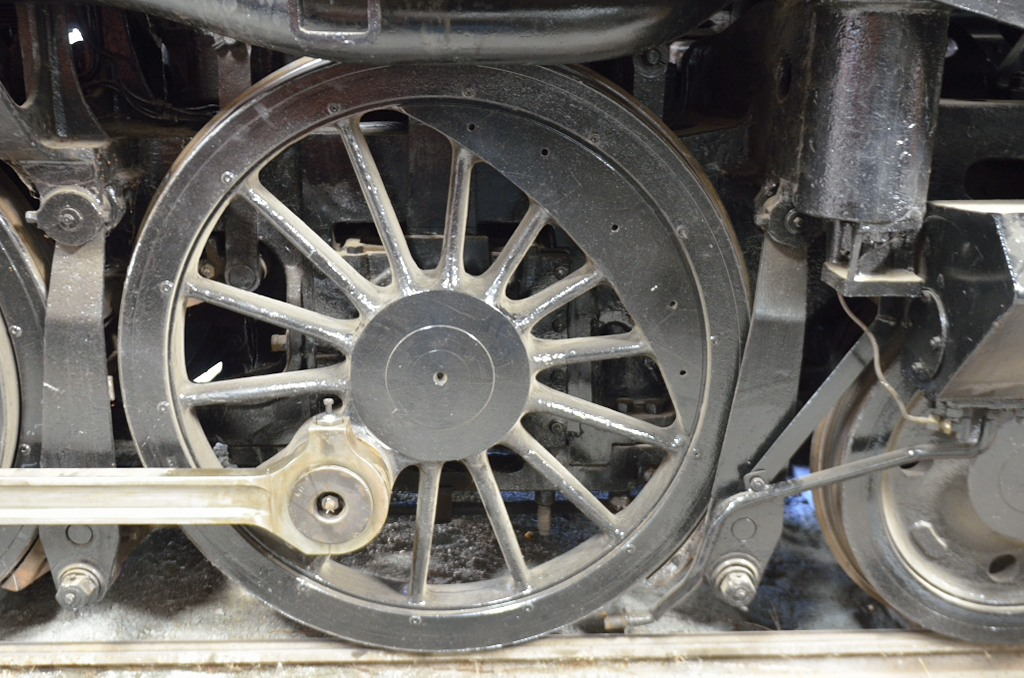
Kuppelrad
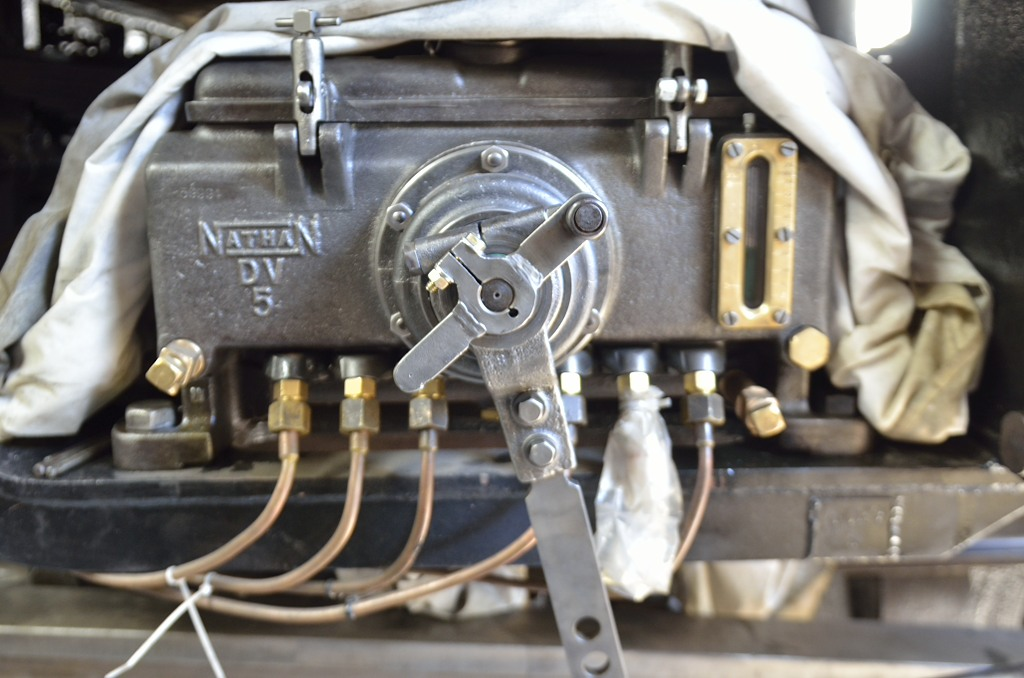
Schmierpumpe
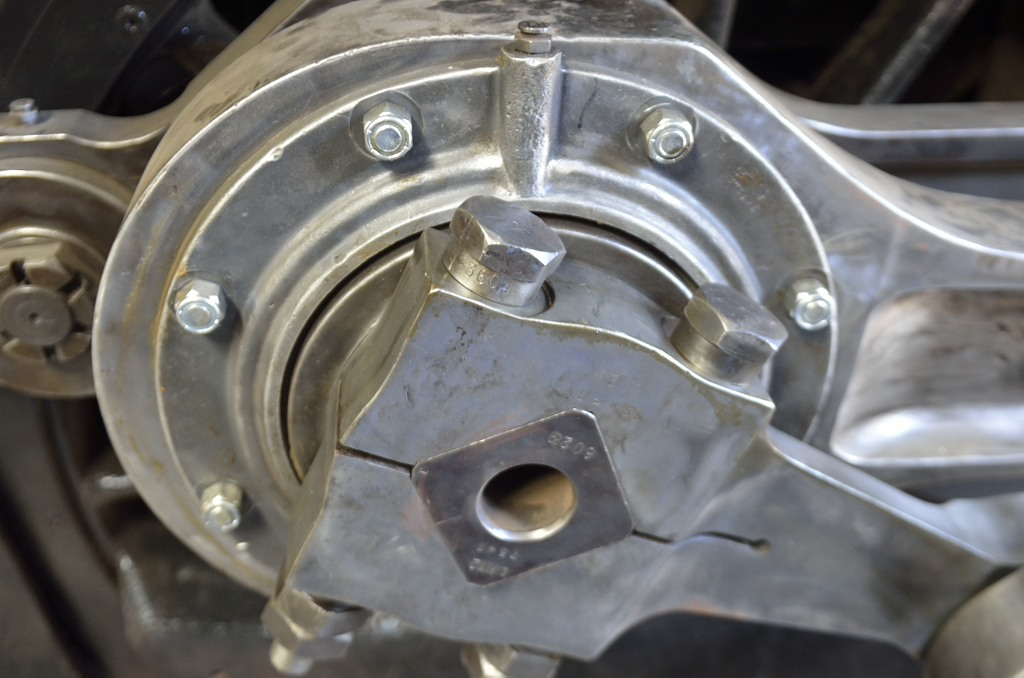
Treibstangenkopf und Gegenkurbel
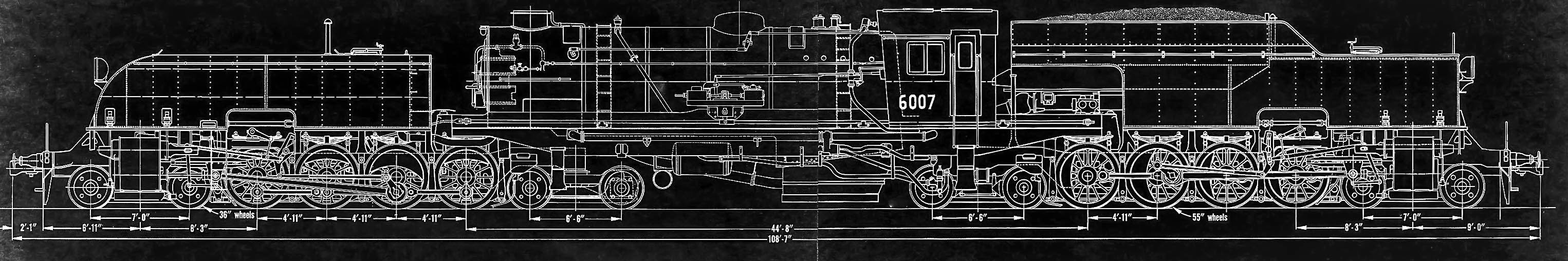
Übersichtszeichnung